# Lunar: Silver Star Story Complete
Lunar: Silver Star Story Complete, originariamente pubblicato in Giappone semplicemente come Lunar: Silver Star Story (ルナ~シルバースターストーリー?), è un videogioco di ruolo alla giapponese sviluppato dalla Game Arts e Japan Art Media come remake di Lunar: The Silver Star.
Inizialmente pubblicato per il Sega Mega CD e successivamente per il Sega Saturn nel 1996, il gioco ha subito numerose variazioni, a partire dall'aspetto grafico notevolmente migliorato grazie al supporto del formato MPEG del Saturn, ed in seguito convertito per Sony PlayStation nel 1998. La versione per PlayStation è stata pubblicata in America del Nord dalla Working Designs, che aveva anche prodotto la versione in lingua inglese del gioco originale, nel maggio 1999. Nel 2002, una nuova versione del gioco sviluppata dalla Media Rings è stata pubblicata per Game Boy Advance con il titolo Lunar Legend (ルナレジェンド?), la cui versione in inglese è il primo della serie a non essere pubblicata dalla Working Designs, ma dalla Ubisoft. Il gioco è stato seguito da Lunar 2: Eternal Blue Complete nel 1998.

## Trama
Mentre la trama generale rimane più o meno fedele all'originale, alcuni aggiustamenti sono stati fatti alla storia del gioco per permettere la presenza di un cast più grande e più vario e di più ambientazioni. Come il suo predecessore, il gioco segue le gesta di Alex, un giovane ragazzo di una piccola città che rimane coinvolto in una serie di avventure e intrighi dopo essere stato scelto come erede al titolo di "Dragonmaster", custode delle forze del pianeta. Con l'aiuto del suo gruppo in espansione di compagni, Alex deve superare le prove studiate dagli antichi draghi per reclamare il suo posto nella storia del pianeta, e fermare un potente stregone, ex eroe, dalla sua brama di dominare il mondo di Lunar.

## Personaggi
Il cast dei personaggi di questo titolo è lo stesso presente in Lunar: The Silver Star il cui character design è stato curato da Toshiyuki Kubooka. Il giocatore controlla il personaggio di Alex, a cui si uniscono vari personaggi che lo aiuteranno a compiere la sua missione.
- Alex (Doppiato da Akira Ishida) - Un giovane ragazzo proveniente da una piccola città che sogna di diventare un avventuriero come il suo idolo, Dyne.
- Luna (Doppiata da Kyōko Hikami) - Amica del cuore di Alex, di cui è sempre stata innamorata
- Nall (Doppiato da Junko Hagimori) - Una creatura dall'aspetto di gatto e dotato di ali, di origini incerte.
- Ramus (Doppiato da Yasuhiro Takato) - Figlio del sindaco della città che sogna di diventare un ricco uomo d'affari.
- Nash (Doppiato da Daisuke Sakaguchi) - Uno chiassoso apprendista mago, proveniente da una prestigiosa scuola di magia.
- Mia Ausa (Doppiata da Yōko Asada) - La pacifica figlia del preside della scuola di magia.
- Jessica D'Alkirk (Doppiata da Haruna Ikezawa) - Sacerdotessa dai modi da maschiaccio.
- Kyle (Doppiato da Tomokazu Seki) - Un vagabondo egocentrico e donnaiolo, futuro fidanzato di Jessica.[2]

## Colonna sonora
Sigla di apertura
- Tsu·Ba·Sa cantata da Kyōko Hikami

Insert Song
- Wind's Nocturne (conosciuta anche come The Boat Song[3]) cantata da Kyōko Hikami